# 渐狭楼梯草
渐狭楼梯草（学名：Elatostema attenuatum）是荨麻科楼梯草属的植物，为中国的特有植物。分布在中国大陆的云南等地，生长于海拔800米的地区，常生长在山谷密林下石上，目前尚未由人工引种栽培。